# 約翰內森角
約翰內森角（英語：Johannesen Point），是南極洲的海岬，位於南喬治亞群島，處於威利斯群島，由英國南極名稱諮詢委員會命名，該海岬由英國海外領土管轄。